# 日本ネットワークサービス (ケーブルテレビ局)
株式会社日本ネットワークサービス（にほんネットワークサービス、Nihon Network Service Co.,Ltd.）は、山梨県甲府市と周辺市町をカバーする山梨県内最大規模のケーブルテレビ局である。略称はNNS、または甲府CATV、YBS CATVとも呼ばれる。山日YBSグループの企業である。

## 概要
1970年に営利目的としては国内で最初のケーブルテレビ局として開局。地元民放テレビ局が2社しかない状況で、隣接する東京のテレビ局のアナログ区域外再放送を行うことを目的に設立され、初代社長には県選出の衆議院議員である中尾栄一が就任。また区域外再送信にいち早く同意を示したフジテレビも出資した。
甲府盆地という空中波が不利な条件を生かし、8割以上（NNSエリア外も含む山梨県全体としても6割以上）ともいわれる高い普及率を誇る。この関係で甲府市内ではNHKや民放と肩を並べるほど絶大な力を持つ。またインターネット接続サービス（CCNet・CCNet光）や光電話サービスなどの通信事業も行っている。
株主には、県内局である山梨放送をはじめ（以前は山日YBSグループに参加していたが、一時脱退。その後再び参加している）、山梨県内では見られない在京民放局の区域外再放送を目的に設立されたこともあり、県内に系列局を持たないキー局のフジ・メディア・ホールディングス（認定放送持株会社移行前のフジテレビジョン）とテレビ朝日が名を連ねており、実質的に「NNSがフジテレビ（FNN・FNS）・テレビ朝日（ANN）の放送エリアを合法的・効率的に広げる役割を担っている」と言える。過去にはフジサンケイグループからの出向者も受け入れるなど人的関係もあった。県外局では他にテレビ東京、tvkと、2012年12月1日より再放送が開始されたTOKYO MXが再放送されている。
在京キー局である日本テレビ（4ch）とTBS（6ch）については、それぞれ山梨県に系列民放のYBS山梨放送、UTYテレビ山梨があることから区域外再放送を行っていない。そのためアナログ時代からキー局に合わせ、YBS山梨放送のチャンネルを4ch（本来の5chとは異なる。VHF局としては異例。）、UTYテレビ山梨を6chで再放送している。（デジタル放送のリモコンキーIDは、ケーブルテレビと関係なくキー局に合わせた番号（4、6ch）が割り当てられている。）
地上デジタル放送の区域外再放送については日本民間放送連盟が当初区域外再放送を原則として禁止していたが、その後一部の局では同意が得られたことから、テレビ朝日とtvkは2007年10月1日から、フジテレビは同年10月9日から再放送を開始した。一方、テレビ東京は激変緩和措置として2011年4月1日より地上デジタル再放送の同意が得られ、再放送を開始したが今後とも継続的に再放送できるように交渉・協議していく予定である。
県外放送局の受信点は山梨県内の他のCATV事業者と共同で三つ峠に設置している。ちなみに、フジテレビ（東京スカイツリー・21ch）はNHK甲府総合（甲府坊ヶ峰親局）と、テレビ東京（東京・23ch）はNHK甲府教育（親局）と物理チャンネルが被っているが、受信設備に混信対策がなされており、問題なく視聴できる。
地上波はSHB帯（スーパーハイバンド）を使用した周波数変換パススルー方式であるため、STBか周波数変換パススルー方式に対応した地上デジタル放送対応テレビ（またはチューナー）であれば視聴可能。
現在ではインターネット接続サービス(CCNet)は全エリアで光回線に対応している。また旧式の設備である同軸ケーブルから光回線切替のリニューアル工事について自主放送及びYBSテレビ等のCMで周知もしている。光回線コースは2021年3月までは、以前は技術規格上100Mbpsが最大速度であったが2021年4月頃より上位コース300Mbpsコースが追加され更に2023年2月頃より1Gbpsコースが追加された。
2024年4月よりMVNOサービスであるNNSモバイルの提供を開始した。

## 沿革
- 1970年（昭和45年）
  - 2月6日 - 会社設立。
  - 10月1日 - 開局。
- 1997年（平成9年）10月 - 第一種電気通信事業許可。
- 2005年（平成17年）
  - 8月 - アナログホームターミナルの販売を終了。
  - 10月 - STBによるCSデジタル放送（CATV専門チャンネル）を開始（BSデジタル放送は以前からSTBで行われていた。）。
- 2006年（平成18年）
  - 4月1日 - 地上デジタル放送の再放送を開始（開始当初はNHKデジタル総合・デジタル教育のみ。）。
  - 7月1日 - 地上デジタル放送でYBS山梨放送、UTYテレビ山梨の放送を開始。
- 2007年（平成19年）
  - 10月1日 - 地上デジタル放送でtvkテレビ神奈川、テレビ朝日、自主放送（D111（アナログ・9ch））の放送を開始。
  - 10月9日 - 地上デジタル放送でフジテレビの放送を開始。
- 2010年（平成22年）
  - 6月30日 - アナログホームターミナルのサービスを終了。
  - 7月1日 - 地上デジタル放送で放送大学テレビの放送を開始。
  - 10月1日 - CATV専門チャンネルのハイビジョン放送を開始。
- 2011年（平成23年）4月1日 - 地上デジタル放送でテレビ東京の放送を開始。
- 2012年（平成24年）12月1日 - 地上デジタル放送でTOKYO MXの放送を開始。
- 2014年（平成26年）2月1日 - 笛吹きらめきテレビを統合。
- 2018年（平成30年）12月1日 - BSCS4K放送・8K放送開始に伴いSTBでも4K対応型チューナーの取扱開始。光回線コースならSTB不要で無料民放とNHK BS4Kと8Kは視聴可能（CS全部の有料CHは再放送（再送信）無し）。BS日テレは翌年9月1日から開始。CHラインアップは既存のBS放送と同じだが、CHポジション2にNHK BS8Kが、11にSHOPCH、12にQVCが入る。 また、一部コースではYoutube等ネットVODサービス対応STB（ケーブルプラスSTB）をレンタルできるようになった。
- 2022年（令和4年）5月9日 - 本社機能を甲府駅北口のAnnexIVに移転。5月6日までの甲府市富士見地区の本社はNNS技術センター（技術部・情報ネットワーク部）として存続する。尚、現技術センター斜向いにあった東別館（加入ユーザーの対面窓口等もあった施設）は、本社機能が甲府駅北口に移転した後、閉鎖解体された。

## 放送エリア
| 市町村名           | サービス除外区域                  | 除外区域管轄CATV | 備考 |
| ------------------ | --------------------------------- | --- | --- |
| 甲府市             | 旧上九一色村北部 （古関町、梯町） | | |
| 韮崎市             |                                   | | |
| 甲斐市             |                                   | | |
| 笛吹市             |                                   | | （旧）御坂町、（旧）一宮町、（旧）芦川村、（旧）八代町（一部）は 笛吹きらめきテレビ管轄であったが、 2014年2月に統合した為に当該地域も区域内入り |
| 南アルプス市       | 旧八田村区域以外                  | 峡西シーエーテーブイ （（旧）櫛形町、（旧）若草町） 白根ケーブルネットワーク （（旧）白根町、（旧）芦安村） 富士川シーエーティーヴィ （旧甲西町） | |
| 北杜市             | 旧白州町、旧武川村                | 韮崎電設 （（旧）白州町、大武川を除く（旧）武川村） エルシーブイ （（旧）武川村大武川）                                                           | （旧）高根町、（旧）大泉村、（旧）小淵沢町は 北杜市有線テレビ放送施設管轄であったが、 2019年4月に事業を譲渡されて当該地域も区域内入り           |
| 中央市             |                                   | | |
| 中巨摩郡昭和町     |                                   | | |
| 西八代郡市川三郷町 |                                   | | |
| 南巨摩郡身延町     | 旧下部町 （TV放送事業のみ）       | ネットワーク下部 | 2010年9月末に廃業した峡南CATVよりエリア営業権譲渡                                                                                               |

上記市町内でも、一部の山間部などではエリア外となっている場合もある。

## 主な放送チャンネル

### 地上波系列別再放送局
| NHK-G   | NHK-E   | NNN/NNS  | ANN        | JNN        | TXN        | FNN/FNS    | JAITS        |
| ------- | ------- | -------- | ---------- | ---------- | ---------- | ---------- | ------------ |
| NHK甲府 | NHK甲府 | 山梨放送 | テレビ朝日 | テレビ山梨 | テレビ東京 | フジテレビ | TOKYO MX tvk |

### テレビ局
地上デジタル放送
| デジタル       | リモコン ボタン割当 | 物理CH | 放送局 |
| -------------- | ------------------- | ------ | --- |
| D011 D012      | 1                   | C41    | NHK甲府総合 |
| D021 D022 D023 | 2                   | C42    | NHK甲府Eテレ |
| D031 D032 D033 | 3                   | C47    | tvk |
| D041 D042 D043 | 4                   | C43    | 山梨放送 |
| D051 D052 D053 | 5                   | C46    | テレビ朝日 |
| D061 D062      | 6                   | C44    | テレビ山梨 |
| D071 D072 D073 | 7                   | C48    | テレビ東京 |
| D081 D082 D083 | 8                   | C45    | フジテレビ |
| D091 D092 D093 | 9                   | C49    | TOKYO MX （091と092はMX1（HD）、093はMX2（SD））                                                                         |
| D101 D102      | 10                  | C39    | 自主放送 （文字ニュース、行政番組などを放送している） 県政・甲府市政関係・スポーツ中継編成によってはD102は別番組を放送。 |
| D111           | 11                  | C33    | 自主放送 （NNS独自の番組、CSの一部番組などを放送している）                                                               |
| D112           | 11                  | C33    | 毎日NNSがエリア内10箇所設置した道路情報カメラ（6:00 - 22:00）と 山日文字ニュース（22:00 - 翌6:00）などを放送している     |

BSデジタル放送（スカパー管轄CHを除く）
| デジタル          | 放送局                                   |
| ----------------- | ---------------------------------------- |
| BS101 BS102       | NHK BS                                   |
| BS141             | BS日テレ                                 |
| BS151             | BS朝日                                   |
| BS161             | BS-TBS                                   |
| BS171             | BSテレ東                                 |
| BS181             | BSフジ                                   |
| BS191 BS192 BS193 | WOWOW プライム WOWOW ライブ WOWOW シネマ |
| BS200             | BS10                                     |
| BS201             | BS10スターチャンネル                     |
| BS211             | BS11                                     |
| BS222             | TwellV                                   |
| BS231 BS232 BS531 | 放送大学                                 |
| BS260             | J:COM BS                                 |
| BS265             | BSよしもと                               |

4K・8K衛星放送（現在はBS及び後術のみ）
| 4K8KのCH番号  | 放送局                                                     |
| ------------- | ---------------------------------------------------------- |
| 101           | NHK BSプレミアム4K                                         |
| 102※          | NHK BS8K （※8K受信環境対応TVが必要）                       |
| 141           | BS日テレ4K                                                 |
| 151           | BS朝日4K                                                   |
| 161           | BS-TBS4K                                                   |
| 171           | BSテレ東4K                                                 |
| 181           | BSフジ4K                                                   |
| 211           | ショップチャンネル4K                                       |
| 221           | 4KQVC                                                      |
| 401 （STB内） | ケーブル4K （STBレンタル導入及び同サービス加入契約が必要） |

CATV専門チャンネル（配信元事業者がCS4K・BSスカパー実施中CH含む）
| デジタル | デジタル | 放送局                                  |
| HD       | SD       | 放送局                                  |
| -------- | -------- | --------------------------------------- |
| 011      |          | お天気チャンネル                        |
| 123      | 235      | 女性チャンネル♪LaLa TV                  |
| 124      | 231      | スーパー!ドラマTV                       |
| 125      | 221      | 日本映画専門チャンネル                  |
| 127      | 226      | 衛星劇場                                |
| 131      |          | Dlife                                   |
| 132      | 215      | J SPORTS 4                              |
| 135      | 248      | チャンネル銀河                          |
| 136      |          | テレ朝チャンネル1                       |
| 137      |          | フジテレビNEXT ライブ・プレミアム       |
| 138      | 282      | フジテレビONE スポーツ・バラエティ      |
| 139      | 281      | フジテレビTWO ドラマ・アニメ            |
| 140      | 271      | ショップチャンネル                      |
| 142      | 259      | ナショナル ジオグラフィック             |
| 143      | 277      | 旅チャンネル                            |
| 145      | 276      | 釣りビジョン                            |
| 146      | 212      | GAORA SPORTS                            |
| 147      | 211      | スカイA                                 |
| 148      | 232      | アクションチャンネル                    |
| 151      | 222      | 映画・チャンネルNECO                    |
| 157      | 230      | ファミリー劇場                          |
| 158      | 210      | J SPORTS 3                              |
| 159      | 234      | 時代劇専門チャンネル                    |
| 160      | 280      | MONDO TV                                |
| 163      | 242      | キッズステーション                      |
| 166      | 218      | 日テレジータス                          |
| 167      | 217      | ゴルフネットワーク                      |
| 168      | 213      | J SPORTS 1                              |
| 169      | 214      | J SPORTS 2                              |
| 173      | 225      | 東映チャンネル                          |
| 175      |          | 歌謡ポップスチャンネル                  |
| 192      |          | ジュエリー☆GSTV                         |
|          | 236      | アニマルプラネット                      |
|          | 240      | カートゥーン ネットワーク               |
|          | 241      | アニマックス                            |
|          | 251      | 日経CNBC                                |
|          | 252      | 日テレNEWS24                            |
|          | 255      | ヒストリーチャンネル                    |
|          | 256      | ディスカバリーチャンネル                |
|          | 257      | BBCワールドニュース                     |
|          | 258      | テレ朝チャンネル2                       |
|          | 261      | MUSIC ON! TV（エムオン!）               |
|          | 262      | 音楽・ライブ! スペースシャワーTV        |
|          | 263      | MTV                                     |
|          | 270      | 囲碁・将棋チャンネル                    |
|          | 284      | 日テレプラス ドラマ・アニメ・音楽ライブ |
|          | 285      | グリーンチャンネル                      |
|          | 286      | グリーンチャンネル2                     |
|          | 290      | プレイボーイ チャンネル                 |
|          | 291      | レッドチェリー                          |

デジタルTVは日本デジタル配信を使用。

### FMラジオ局
| MHz  | 放送局                                 |
| ---- | -------------------------------------- |
| 76.3 | エフエム甲府                           |
| 78.0 | YBSラジオ （AM再放送で音声はモノラル） |
| 80.0 | TOKYO FM （東京親局を受信）            |
| 81.2 | J-WAVE （東京親局を受信）              |
| 83.0 | FM FUJI                                |
| 85.4 | NHK甲府FM放送                          |

## 自主放送
同局では2つのチャンネルを利用して自主放送を行っている。全てのチャンネルが毎日、24時間放送を行っている。

### D111チャンネル

#### 概要
地上デジタル放送の111チャンネル（リモコンキーID11）で放送。放送エリア内の出来事（事件・事故・政治的問題を除く）を伝えるニュース、サークル紹介、幼稚園児・保育園児紹介などのミニ番組が自社制作で放送されている。近隣のケーブルテレビ局の中にも同社の自主放送をそのまま放送しているところがある。報道番組として、山梨日日新聞の文字ニュース「山梨日日新聞NEWS」を放送している。
高校野球中継に力を入れており、春季・秋季大会は準決勝から、選手権山梨大会は1回戦から決勝まで、小瀬球場の試合を放送する。県内で春季・秋季関東地区高等学校野球大会が行われる場合も1回戦から決勝まで生中継する。2011年の秋季大会では関東地方の独立局である5いっしょ3ちゃんねる加盟局（群馬テレビ、とちぎテレビ、テレビ埼玉、千葉テレビ放送、テレビ神奈川）・山梨放送と連携し、開催当日の夜にダイジェスト番組『第64回秋季関東地区高等学校野球大会ダイジェスト〜ROAD TO センバツ〜』を放送した（スタジオは甲府CATVのスタジオを使い、実際の番組制作とアナウンサーは千葉テレビ放送と山梨放送が担当）。『ROAD TO センバツ』は2012年もネットした。また、2007年の選手権山梨大会より山梨放送の男性アナウンサーが実況に加わっている。
また、2003年からサッカーJリーグ・ヴァンフォーレ甲府のホーム戦を年に2～3試合自社制作で生中継放送している。
他にも、3月には公立高校入試問題の解答解説、山梨県議会・甲府市議会の会期中は本会議の放送を行っている。エリア内のほぼ全世帯が加入していることもあってか、大きな特別番組では県内の有名企業や上場企業がスポンサーになることもある。サッカー中継、高校野球、公立高校入試問題解説の放送は、本来これらを放送する少ない地元民放を補う役割も果たしている。
2007年10月1日からは地上デジタル放送での放送も開始した。開始当初は標準画質での放送だったが、2011年4月1日より一部の時間帯に限りハイビジョン放送が始まった。その後、101チャンネルでの放送を開始し、終日ハイビジョン放送となった。
2015年4月1日よりデータ放送に対応。県や市町村からのお知らせ、河川水位・土砂災害警戒情報、救急医療情報、NNSからのご案内などが閲覧できる。
また、マルチ編成のD112に切り替えてデータ放送でYBSラジオ、エフエム富士、エフエム甲府を聴くことができる。D112では24時間、『NNS道路ライブカメラ』『山日文字ニュース』を放送している。

#### 主なレギュラー番組
- 『ジモラブ』（毎日 12:15 - 12:55、月・水 18:00 - 18:40、火 19:00 - 19:40、木・日 17:00 - 17:40、金 22:00 - 22:40、土 8:00 - 8:40）
山梨県内の様々なローカル情報を伝える番組。2022年度は『ジモラブ 甲府』『ジモラブ 甲斐・韮崎・北杜・南アルプス』『ジモラブ 中央・笛吹・昭和・市川三郷・身延』の3部構成で放送。2023年度はこれまでの3部構成を廃止し、放送時間を40分に凝縮。放送エリア内の話題、お知らせ、特集などを放送。毎週日曜日に更新される。
- 『ラジテレ!ひる前らじお うるさごぜん』（平日 10:00 - 11:00）
YBSラジオ（山梨放送）で放送している『ひる前らじお うるさごぜん』の10時台を、スタジオ内にあるライブカメラを使ってパーソナリティーを映しながら、ラジオと同時サイマル放送している。なおCMや楽曲・交通情報・ニュース放送時はYBSのお天気カメラの映像に切り替える。
- 『けーぶるにっぽん』
- 『やまなし再発見』
- 『浅草・東洋館 漫才大行進 ゲロゲーロ』
- CSチャンネルの時間限定無料放送 - Act On TV
- テレビショッピング - ショップチャンネル、J:COM通販

### D101チャンネル

#### 概要
地上デジタル放送の101チャンネル（リモコンキーID10）で放送。山日文字ニュースや行政番組、テレビショッピングを中心に放送している。

#### 主な番組
- 自動送出系 - 『山日文字ニュース』、『NNS天気予報』
- 行政番組 - 南アルプス市、北杜市
- 『ほくとニュース』
- 『甲斐市からのお知らせ』
- 『甲府市からのお知らせ』
- 『笛吹市からのお知らせ』
- 『韮崎市、中央市、市川三郷町、昭和町、身延町からのお知らせ』
- テレビショッピング - QVCなど

## イメージキャラクター
- - 2005年：石田純一
- 2005年 - 2008年??：神宮寺結子（ゆいこ。現在は「JINCO」に改名・山梨県出身の歌手）
- 2017年 - 2019年??：堀春菜（県外出身、山梨県内在住の過去あり）
- 2020年 - 2023年??：原香緒里（NNSが所属する山日YBSグループ内の山梨放送のアナウンサーを務めていた。現在はフリーアナウンサーとして活動中）
- 2024年 -　現在：橋添穂（プロゴルファー、山梨県出身）